# 卡尔·比约恩谢纳
卡尔·比约恩谢纳（瑞典語：Carl Björnstjerna，1886年4月7日—1982年2月20日），瑞典男子马术运动员。他曾代表瑞典参加1928年夏季奥林匹克运动会马术比赛，获得团体场地障碍赛铜牌。